# Botrocétine
La botrocétine est une protéine isolée de venin de serpent sud-américain de la famille du crotale "Bothrops neuwiedi". 
La botrocétine est un hétérodimère composé d'une sous-unité alpha de 133 aa et d'une sous-unité bêta de 125 aa. Cette protéine a pour caractéristique de permettre l'activation in vitro du facteur von Willebrand (vWF). Le vWF est un facteur qui participe à l'hémostase et dont l'activation est dépendante des forces de tension qui sont retrouvées dans les vaisseaux sanguins. En condition statique, le vWF reste peu actif et les plaquettes sanguines ne vont pas pouvoir adhérer à des matrices de vWF. 
La botrocétine se fixe préférentiellement au niveau de la loupe disulfide du domaine de fixation au GP1b. L'ajout de botrocétine va permettre l'activation du vWF, sa reconnaissance par le récepteur GP1b et ainsi conduire à l'adhésion des plaquettes.